# Cross (rzeka w stanie Nowy Jork)
Rzeka Cross (ang.: Cross River), znana również jako Peppengheck River  – rzeka w Stanach Zjednoczonych, w stanie Nowy Jork, w hrabstwie Westchester. Zarówno długość cieku, jak i powierzchnia zlewni nie zostały oszacowane przez USGS. 
Rzeka swój początek bierze niedaleko rezerwatu Water Pound Ridge Reservation, a kończy swój bieg w Muscoot Reservoir.
Na rzece utworzono następujące zbiorniki retencyjne: Cross River Reservoir oraz Muscoot Reservoir (utworzony w miejscu ujścia rzeki do rzeki Croton).
Główny dopływ rzeki to rzeka Waccabuc.